# Норвежская марка
Норвежская марка (норв. Norsk Mark, на монетах обозначалась — Marck, Marck danske, M) — устаревшая денежная единица королевства Норвегия. Как весовая и денежная единица применялась в Норвегии примерно с 1500 года, первоначально представляла собой эквивалент кёльнской марки (ок. 233 г серебра) и соответствовала 192 пеннингам.
В виде монет начала чеканиться во времена регентства последнего римо-католического архиепископа Олафа Энгелбректссона (1523—1537 годы). В связи с порчей монет марка, как денежная единица, быстро потеряла связь с маркой, как весовой единицей. Неоднократно также менялось и соотношение марки к далеру. Первоначально соотношение составляло: 1 далер = 1,5 марки, затем 2 марки, 3 марки, при Кристиане IV (1588—1648) — 6 марок.
Монеты в марках выпускались монетными дворами в Христиании, Шиене и Конгсберге в период с 1523 по 1788 годы, когда Норвегия находилась по датским правлением.
Последние монеты в марках были отчеканены в 1788 году. Марка изъята из обращения в ходе денежной реформы 1873 года, когда была введена норвежская крона. Монеты в марках использовались в обращении до 1875 года и обменивались на новые монеты в соотношении: 1 марка = 80 эре.

## Монеты
Монеты в марках чеканили Олаф Энгелбректссон и Кристиан III (1534—1559). Кристиан IV (1588—1648) и последующие правители чеканили только кратные номиналы. Номинал монет, соответствующих одной марке, обозначался в скиллингах. Кристиан IV чеканил монеты в 2 марки, Фредерик III (1648—1670), Кристиан V (1670—1699) и Фредерик IV (1699—1730) — в 2 марки и 4 марки. Кристиан VI (1730—1746) чеканил монеты в 4 и 6 марок, Фредерик V (1746—1766) и Кристиан VII (1766—1808) — в 6 марок.